# 京急鉄道施設
京急鉄道施設株式会社（けいきゅうてつどうしせつ）は、かつて存在した日本の企業。京急グループであった。

## 沿革
- 2007年（平成19年）1月25日 - 京浜急行電鉄100%出資会社として設立[1]。
- 2015年（平成27年）4月 - 京浜急行電鉄へ吸収合併。